# 区 (后苏联国家)
區（俄語羅馬化：rayon，烏語羅馬化：raion，羅馬化：Audan）是蘇聯加盟國家的一種行政單位，其名來自法語的，為部門、蜂巢之意；位階在州或城市之下。在非蘇聯國家，如保加利亞，亦被用於城市之下的分區。
蘇聯解體後，亞塞拜然、白俄羅斯、摩爾多瓦、俄羅斯、烏克蘭和吉尔吉斯斯坦繼續使用區作為行政單位。